# Yolanda de Flandra

Blazonul Imperiului Latin de Constantinopol.

Yolanda de Flandra (1175–1219) a guvernat Imperiul Latin de Constantinopol în numele soțului său, Petru al II-lea de Courtenay între 1217 și 1219.
Yolanda a fost fiica contelui Balduin al V-lea de Hainaut și a contesei Margareta I de Flandra. Doi dintre frații ei, Balduin I și apoi Henric I, au fost împărați latini de Constantinopol, ca urmare a Cruciadei a patra. După moartea lui Henric I în 1216, a fost o scurtă perioadă în care Imperiul a fost lipsit de împărat, înainte ca soțul Yolandei, Petru al II-lea de Courtenay să fie ales ca succesor. Noul suveran a trimis-o pe Yolanda către Constantinopol, în vreme ce el a urma un alt traseu, ce presupunea străbaterea Epirului, căzând prizonier al despotului Theodor Comnen Dukas. Dat fiind că soarta lui a rămas necunoscută (deși devenise probabil că ar fi fost ucis de către greci), Yolanda a guvernat Imperiul ca regentă. În această calitate, ea s-a aliat cu bulgarii împotriva diferitelor state grecești, considerate succesoare ale Imperiului Bizantin. În cele din urmă, a reușit să încheie pacea cu Theodor I Laskaris, împăratul de la Niceea, care a obținut mâna fiicei Yolandei, Marie. Yolanda va muri însă în curând, în 1219.
Al doilea ei fiu, Robert I de Courtenay, a devenit împărat latin de Constantinopol, în condițiile în care fiul cel mai vârstnic, Filip, a declinat oferta baronilor din Constantinopol. Dat fiind că Robert se afla încă în Franța în acel moment, Imperiul Latin a rămas practic fără conducător până în 1221.
În același timp, Yolanda a fost și marchiză de Namur, posesiune moștenită de la fratele ei, marchizul Filip I, în 1212. La plecarea Yolandei spre Constantinopol în 1216, proprietatea a  fost preluată de către fiul cel mare, Filip. 
Din căsătoria cu Petru al II-lea de Courtenay, au rezultat 10 copii:
- Filip, viitor marchiz de Namur (d. 1226), care a declinat oferta de a deveni, după moartea lui Petru al II-lea, împărat de Constantinopol
- Robert I de Courtenay (d. 1228), împărat de Constantinopol
- Henric, viitor marchiz de Namur (d. 1229)
- Balduin (d. 1273), împărat de Constantinopol
- Margareta, viitoare marchiză de Namur, căsătorită pe rând cu Raoul d'Issoudun și cu Henric conte de Vianden
- Elisabeta, căsătorită cu contele Gauthier de Bar, iar apoi cu Eudes senior de Montagu
- O fiică al cărei nume nu se cunoaște, căsătorită cu țarul Borilă al Bulgariei
- Yolanda, căsătorită cu regele Andrei al II-lea al Ungariei
- Eleanor, căsătorită cu Filip de Montfort, senior de Tyr
- Maria, căsătorită cu Theodor I Laskaris, împăratul bizantin de la Niceea
- Agnes, căsătorită cu Geoffroi al II-lea Villehardouin, principe de Ahaia